# Continental Staff System
Das Continental Staff System oder General Staff System ist ein System um einen Stab beim Militär zu codifzieren. Das System geht zurück auf die Französische Streitkräfte während Napoleonischen Zeit. Heutzutage wird es bei vielen NATO-Staaten verwendet. Es wird im Stab jeder Person einen Buchstaben und eine Zahl zugewiesen. Der Buchstabe zeigt zu welchem „Element“ ein Stabsmitglied gehört und die Zahl gibt die Funktion an.
Es gibt folgende Elemente:
- N – Marine Hauptquartier (Navy[A 1])
- G – Heeres Hauptquartiere, auch Marineinfanteristen, wie die USMC, (Ground[A 2] was für Bodenstreitkräfte steht)
- A – Hauptquartiere der Luftwaffe (Air[A 3])
- J – Vereinigte Stäbe (Joint[A 4])
- S – Stabseinheiten, welches einem Hauptquartier selbst zugeteilt wurden und auf der Stufe von Bataillonen oder niedriger sind (Staff[A 5]), nicht jede Nation nutzt den Buchstaben
- C – Multinationale Hauptquartiere (Combined[A 6])

Es gibt folgende Zahlen:
- 1. – Personal und Administration
- 2. – Aufklärung
- 3. – Operationen
- 4. – Logistik
- 5. – Planung
- 6. – Kommunikation und Informationssysteme
- 7. – Doktrin und Manöver
- 8. – Ressourcen und Finanzen
- 9. – zivil-militärische Zusammenarbeit

Als Beispiel wäre ein A2 jemand, welcher bei einem Luftwaffenstab für die Aufklärung zuständig ist. Es können auch nachgestellte Stabsmitglieder in dem System dargestellt werden z. B. G58 wäre eine Finanzoffizier für das Heer bei der Planung. Noch weiter unten gestellte Stabsmitglieder werden mit einem Strich unterteilt. Also wäre es möglich eine Position N58-1 zu haben.